# Duvenackergraben
Der Duvenackergraben ist ein Graben in Hamburg-Eidelstedt am nordwestlichen Rand der Freien und Hansestadt Hamburg.
Er hat seine Quelle an der Straße Duvenacker unweit westlich der A 7. Von dort fließt er in südöstlicher Richtung, unterfließt die Straße Niendorfer Gehege sowie die A7 und mündet dann ebenfalls an der Straße Niendorfer Gehege in die Kollau.